# 雷酸水銀(II)
雷酸水銀（らいさんすいぎん）は水銀の雷酸塩で、淡青色の斜方錐状晶。シアン酸水銀の異性体である。
一価の雷酸水銀(I) と二価の雷酸水銀(II) が知られているが、とくに二価の化合物は雷汞（らいこう）と呼ばれ、雷管の起爆薬として用いられる。雷酸水銀(I) は雷汞の製造の際、硝酸水銀の硝酸溶液とエチルアルコールの反応温度を低くすると (45–55 ℃) 生成する。雷汞と同様に爆発しやすいが、より水に溶けやすい。
雷酸水銀(I) の組成式は Hg(ONC)、雷酸水銀(II) は Hg(ONC)2 である。
水銀化合物であるため、最近は公害問題への対策からジアゾジニトロフェノールで代用されることが多い。
日本国では火薬類取締法（1950年施行）により、（広義の）取り扱いの規制を受ける。なお、一般の水銀化合物は毒物及び劇物取締法（1950年施行）において毒物に指定されているが、雷酸水銀(II) はこの適用除外品目となっている。

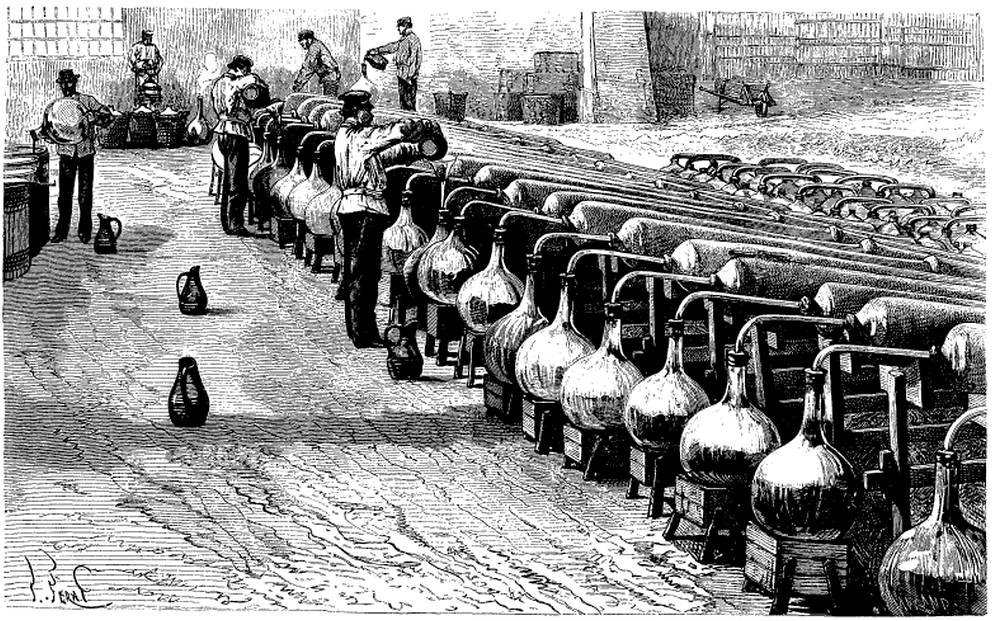
弾薬製造のための雷酸水銀(II)の合成（1871年、オー＝ド＝セーヌ県の工場にて）